# Самойлово (Ростовская область)
Самойлово — хутор в Матвеево-Курганском районе Ростовской области.
Входит в состав Матвеево-Курганского сельского поселения.

## География
На хуторе имеется одна улица: Дачная.

## Население
| 2010 | 2014 |
| ---- | ---- |
| 17   | ↘11  |